# Chéticamp Flowage
Chéticamp Flowage är en sjö i Kanada.   Den ligger i provinsen Nova Scotia, i den östra delen av landet, 1 200 km öster om huvudstaden Ottawa. Chéticamp Flowage ligger 460 meter över havet. Arean är 0,22 kvadratkilometer. Den ligger på ön Kap Bretonön. Den sträcker sig 0,5 kilometer i nord-sydlig riktning, och 0,8 kilometer i öst-västlig riktning.
I omgivningarna runt Chéticamp Flowage växer i huvudsak blandskog. Trakten runt Chéticamp Flowage är nära nog obefolkad, med mindre än två invånare per kvadratkilometer.